# Дубинский, Михаил Хаимович
Михаи́л Ха́имович Дуби́нский (фр. Michel Doubinsky; 27 ноября [9 декабря] 1877, Вильна — не ранее 1955, Франция) — русский и французский архитектор, художник и дизайнер.

## Биография
Родился 27 ноября (9 декабря) 1877 года в Вильне. С 1898 года учился в Императорской Академии художеств по классу архитектуры, который окончил в 1904 году и за проект «Дворец наместника Его Императорского Величества на Дальнем Востоке» получил звание художника-архитектора. Ученик Леонтия Бенуа. В годы учёбы публиковал свои проекты в различных архитектурно-художественных журналах («Строитель», «Архитектурный Музей» и др.).
Первоначально занимался декоративным убранством дворцов и особняков. В 1909 году перешёл к монументальной застройке, участвовал во многих конкурсах на лучший проект. Работал в стиле неоклассицизма. С 1909 по 1916 год выполнил более 40 премированных проектов, среди которых: народный дом, сельскохозяйственный музей, Русский для внешней торговли банк в Санкт-Петербурге, музеи в Оренбурге и Уфе, банки в Одессе и Воронеже и др. В 1912 году получил первую премию на проект строительства выставочного дворца на территории Тучкова буяна, нереализованного из-за войны и последовавшей революции. Затем работал на юге России по проектированию и постройке курортов (Евпатория, Гурзуф, Симеиз и др.). Спроектировал в стилевых формах зрелого модернизма ряд вилл в Крыму.
В ноябре 1920 года эмигрировал из Крыма в Константинополь. Участвовал в выставках, создал проект курорта «Флориа» на Мраморном море. С 1923 года жил в Париже. Выставлялся в салонах с акварелями, рисунками и макетами по декоративному убранству парков и садов. В 1925 году организовал выставку своих работ в Нью-Йорке. В 1930 году провёл в салоне на Елисейских полях выставку собственных монотипий с видами Стамбула. Также принимал участие в групповых выставках, выступал с докладами в Обществе друзей еврейской культуры. В 1932 году опубликовал в парижском эмигрантском журнале «Числа» статью «Мысли о современной архитектуре». В 1935—1939 годах в Татьянин день предоставлял Московскому землячеству для благотворительных лотерей свои картины.
Во время Второй мировой войны два года провёл в концентрационном лагере. Последние годы жизни, потеряв зрение и овдовев, находился в старческом приюте на юге Франции. В 1955 году отметил юбилей своей художественной деятельности.

## Общественная деятельность
- Член Императорского Санкт-Петербургского общества архитекторов[11]
- Вице-председатель Тургеневского общества русских художников в Париже (1930-е)
- Член Комиссии по увековечиванию памяти атамана А. П. Богаевского (1936)[1]
- Член Парижской масонской ложи «Юпитер» (с 1937)[12]

## Творчество

### Здания

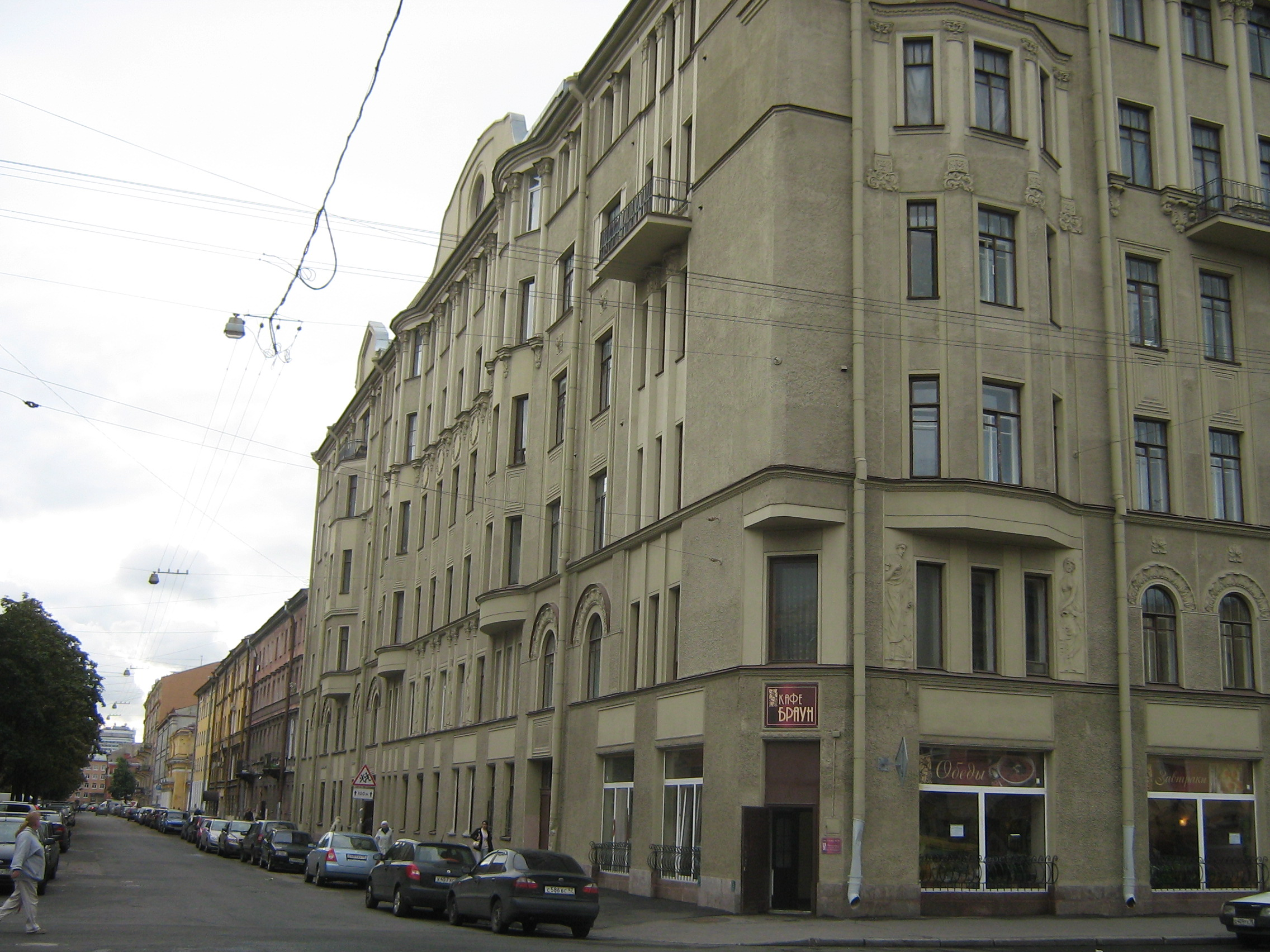
Бывший доходный дом эстонской лютеранской церкви по ул. Декабристов, 54/1

- Корпус Николаевской морской академии, 11-я линия ВО, 8 (1905—1907; ныне Главное управление навигации и океанографии Министерства обороны РФ)
- Доходный дом на ул. Серпуховской, 14 (1909)
- Доходный дом на ул. Б. Пушкарской, 13/5 (1910)
- Доходный дом эстонской лютеранской церкви на ул. Декабристов, 54/1 (1909—1911)[6]

### Интерьеры
- Гостиная в доме М. А. Потоцкой (художник Н. Н. Рубцов)[13]
- Дворец великой княгини Ольги Александровны на ул. Чайковского, 46—48 (1910; художник Н. Рубцов)
- Квартира артистки Мариинского театра Муромской[4]

### Нереализованные проекты
- Плавучий дворец для выставок (1908)[5]
- Хоральная синагога (темпль) в Харькове (1909)
- Контрактовый дом в Киеве (1912)
- Земский банк в Одессе (1914)[6]
- Проект благоустройства Тучкова буяна (1912)
- Мойнакский курорт имени Цесаревича Алексея в Евпатории (1916)[4]
- Курорт «Флориа» на Мраморном море

## Адрес в Санкт-Петербурге
- 1907—1917 — доходный дом Г. Г. фон Голи (Кронверкский проспект, 61)[14].

### Комментарии
1. ↑  В некоторых источниках: Харитонович, Анатольевич